# Alfonso Thiele
 Alfonso Thiele  (5 d'abril del 1922, Istanbul - 15 de juliol de 1986) va ser un pilot de curses automobilístiques estatunidenc que va arribar a disputar curses de Fórmula 1.

## A la F1
Va debutar a la novena i penúltima cursa de la temporada 1960 (l'onzena temporada de la història) del campionat del món de la Fórmula 1, disputant el 4 de setembre del 1960 el GP d'Itàlia al Circuit de Monza.
Alfonso Thiele va participar en una única prova puntuable pel campionat de la F1, no aconseguint finalitzar la cursa i no assolí cap punt pel campionat del món de pilots.

## Resultats a la Fórmula 1
| Any  | Equip               | Xassís | Motor    | 1   | 2   | 3   | 4   | 5   | 6   | 7   | 8   | 9       | 10  | Posició | Punts |
| ---- | ------------------- | ------ | -------- | --- | --- | --- | --- | --- | --- | --- | --- | ------- | --- | ------- | ----- |
| 1960 | Scuderia Centro Sud | Cooper | Maserati | ARG | MON | 500 | HOL | BEL | FRA | GBR | POR | ITA Ret | USA | -       | 0     |

### Resum
| Curses: | Victòries: | Pòdiums: | Poles: | Voltes ràpides: | Punts: |
| ------- | ---------- | -------- | ------ | --------------- | ------ |
| 1       | 0          | 0        | 0      | 0               | 0      |